# Tomás Carbonell
Tomás Carbonell Lladó (ur. 7 sierpnia 1968 w Barcelonie) – hiszpański tenisista, reprezentant w Pucharze Davisa, zwycięzca French Open 2001 w grze mieszanej, olimpijczyk z Atlanty (1996).

## Kariera tenisowa
Startując w gronie juniorów w 1986 roku Hiszpan wywalczył tytuł gry podwójnej na Wimbledonie w parze z Petrem Kordą oraz na US Open wspólnie z Javierem Sánchezem.
Karierę zawodową Carbonell rozpoczął w 1987 roku, a zakończył w 2001 roku. W grze pojedynczej wygrał dwa tytuły rangi ATP World Tour oraz osiągnął dwa finały.
W grze podwójnej Hiszpan zwyciężył w dwudziestu dwóch turniejach z cyklu ATP World Tour i awansował do dziesięciu finałów.
W grze mieszanej Carbonell triumfował w 2001 roku podczas French Open w parze z Virginią Ruano Pascual. Hiszpańska para pokonała w finale 7:5, 6:3 Paolę Suárez i Jaimego Oncinsa.
W latach 1991–1996 reprezentował Hiszpanię w Pucharze Davisa. W singlu zagrał w dwóch spotkaniach, z których jedno wygrał oraz cztery mecze deblowe, z których w trzech zwyciężył.
Carbonell w 1996 zagrał w konkurencji gry podwójnej na igrzyskach olimpijskich w Atlancie, dochodząc do ćwierćfinału wspólnie z Sergim Bruguerą.
W rankingu gry pojedynczej Carbonell najwyżej był na 40. miejscu (15 kwietnia 1996), a w klasyfikacji gry podwójnej na 22. pozycji (9 października 1995).

### Finały w turniejach ATP World Tour
| Nazwa                                                   |
| ------------------------------------------------------- |
| Wielki Szlem                                            |
| Igrzyska olimpijskie                                    |
| ATP Tour World Championships / Tennis Masters Cup       |
| ATP Masters Series                                      |
| ATP Championship Series / ATP International Series Gold |
| ATP World Series / ATP International Series             |

#### Gra pojedyncza (2–2)
| Końcowy wynik | Nr | Data            | Turniej      | Nawierzchnia | Przeciwnik         | Wynik finału      |
| ------------- | -- | --------------- | ------------ | ------------ | ------------------ | ----------------- |
| Zwycięzca     | 1. | 9 lutego 1992   | Maceió       | Ceglana      | Christian Miniussi | 7:6(12), 5:7, 6:2 |
| Finalista     | 1. | 12 lipca 1992   | Båstad       | Ceglana      | Magnus Gustafsson  | 7:5, 5:7, 4:6     |
| Finalista     | 2. | 19 czerwca 1994 | Sankt Pölten | Ceglana      | Thomas Muster      | 6:4, 2:6, 4:6     |
| Zwycięzca     | 2. | 31 marca 1996   | Casablanca   | Ceglana      | Gilbert Schaller   | 7:5, 1:6, 6:2     |

#### Gra podwójna (22–10)
| Końcowy wynik | Nr  | Data                 | Turniej      | Nawierzchnia    | Partner               | Przeciwnicy                           | Wynik finału     |
| ------------- | --- | -------------------- | ------------ | --------------- | --------------------- | ------------------------------------- | ---------------- |
| Finalista     | 1.  | 16 listopada 1987    | São Paulo    | Twarda          | Sergio Casal          | Gilad Blum Javier Sánchez             | 3:6, 7:6, 4:6    |
| Zwycięzca     | 1.  | 22 listopada 1987    | Buenos Aires | Ceglana         | Sergio Casal          | Jay Berger Horacio de la Peña         | walkower         |
| Zwycięzca     | 2.  | 17 września 1989     | Madryt       | Ceglana         | Carlos Costa          | Francisco Clavet Tomáš Šmíd           | 7:5, 6:3         |
| Zwycięzca     | 3.  | 1 października 1989  | Bordeaux     | Ceglana         | Carlos di Laura       | Agustín Moreno Jaime Yzaga            | 6:4, 6:3         |
| Zwycięzca     | 4.  | 24 czerwca 1990      | Genua        | Ceglana         | Udo Riglewski         | Cristiano Caratti Federico Mordegan   | 7:6, 7:6         |
| Zwycięzca     | 5.  | 16 października 1990 | Bordeaux     | Ceglana         | Libor Pimek           | Mansur Bahrami Yannick Noah           | 6:3, 6:7, 6:2    |
| Finalista     | 2.  | 11 listopada 1990    | Itaparica    | Twarda          | Marcos Aurelio Górriz | Mauro Menezes Fernando Roese          | 6:7, 5:7         |
| Zwycięzca     | 6.  | 4 sierpnia 1991      | Kitzbühel    | Ceglana         | Francisco Roig        | Pablo Arraya Dmitrij Polakow          | 6:7, 6:2, 6:4    |
| Zwycięzca     | 7.  | 12 lipca 1992        | Båstad       | Ceglana         | Christian Miniussi    | Christian Bergström Magnus Gustafsson | 6:4, 7:5         |
| Zwycięzca     | 8.  | 11 października 1992 | Ateny        | Ceglana         | Francisco Roig        | Marcelo Filippini Mark Koevermans     | 6:3, 6:4         |
| Zwycięzca     | 9.  | 2 maja 1993          | Madryt       | Ceglana         | Carlos Costa          | Luke Jensen Scott Melville            | 7:6, 6:2         |
| Zwycięzca     | 10. | 13 czerwca 1993      | Florencja    | Ceglana         | Libor Pimek           | Mark Koevermans Greg Van Emburgh      | 7:6, 2:6, 6:1    |
| Zwycięzca     | 11. | 14 listopada 1993    | Buenos Aires | Ceglana         | Carlos Costa          | Sergio Casal Emilio Sánchez           | 6:4, 6:4         |
| Finalista     | 3.  | 30 października 1994 | Santiago     | Ceglana         | Francisco Roig        | Karel Nováček Mats Wilander           | 6:4, 6:7, 6:7    |
| Finalista     | 4.  | 13 listopada 1994    | Buenos Aires | Ceglana         | Francisco Roig        | Sergio Casal Emilio Sánchez           | 3:6, 2:6         |
| Finalista     | 5.  | 12 lutego 1995       | Dubaj        | Twarda          | Francisco Roig        | Grant Connell Patrick Galbraith       | 2:6, 6:4, 3:6    |
| Finalista     | 6.  | 5 marca 1995         | Rotterdam    | Dywanowa (hala) | Francisco Roig        | Martin Damm Anders Järryd             | 3:6, 2:6         |
| Zwycięzca     | 12. | 26 marca 1995        | Casablanca   | Ceglana         | Francisco Roig        | Emanuel Couto João Cunha e Silva      | 6:4, 6:1         |
| Zwycięzca     | 13. | 18 czerwca 1995      | Porto        | Ceglana         | Francisco Roig        | Jordi Arrese Àlex Corretja            | 6:3, 7:6         |
| Zwycięzca     | 14. | 23 lipca 1995        | Stuttgart    | Ceglana         | Francisco Roig        | Ellis Ferreira Jan Siemerink          | 3:6, 6:3, 6:4    |
| Zwycięzca     | 15. | 8 października 1995  | Walencja     | Ceglana         | Francisco Roig        | Tom Kempers Jack Waite                | 7:5, 6:3         |
| Finalista     | 7.  | 31 marca 1996        | Casablanca   | Ceglana         | Francisco Roig        | Jiří Novák David Rikl                 | 6:7, 3:6         |
| Zwycięzca     | 16. | 14 kwietnia 1996     | Estoril      | Ceglana         | Francisco Roig        | Tom Nijssen Greg Van Emburgh          | 6:3, 6:2         |
| Finalista     | 8.  | 22 lipca 1996        | Stuttgart    | Ceglana         | Francisco Roig        | Libor Pimek Byron Talbot              | 2:6, 7:5, 4:6    |
| Finalista     | 9.  | 22 lutego 1998       | Antwerpia    | Twarda          | Francisco Roig        | Wayne Ferreira Jewgienij Kafielnikow  | 5:7, 6:3, 2:6    |
| Finalista     | 10. | 25 października 1998 | Lyon         | Dywanowa (hala) | Francisco Roig        | Olivier Delaître Fabrice Santoro      | 2:6, 2:6         |
| Zwycięzca     | 17. | 11 kwietnia 1999     | Estoril      | Ceglana         | Donald Johnson        | Jiří Novák David Rikl                 | 6:3, 2:6, 6:1    |
| Zwycięzca     | 18. | 19 września 1999     | Majorka      | Ceglana         | Lucas Arnold Ker      | Alberto Berasategui Francisco Roig    | 6:1, 6:4         |
| Zwycięzca     | 19. | 1 października 2000  | Palermo      | Ceglana         | Martín García         | Pablo Albano Marc-Kevin Goellner      | walkower         |
| Zwycięzca     | 20. | 18 lutego 2001       | Viña del Mar | Ceglana         | Lucas Arnold Ker      | Mariano Hood Sebastián Prieto         | 6:4, 2:6, 6:3    |
| Zwycięzca     | 21. | 25 lutego 2001       | Buenos Aires | Ceglana         | Lucas Arnold Ker      | Mariano Hood Sebastián Prieto         | 5:7, 7:5, 7:6(5) |
| Zwycięzca     | 22. | 30 września 2001     | Palermo      | Ceglana         | Daniel Orsanic        | Enzo Artoni Emilio Benfele Álvarez    | 6:2, 2:6, 6:2    |

#### Gra mieszana (1–0)
| Końcowy wynik | Nr | Data           | Turniej            | Nawierzchnia | Partnerka              | Przeciwnicy               | Wynik finału |
| ------------- | -- | -------------- | ------------------ | ------------ | ---------------------- | ------------------------- | ------------ |
| Zwycięzca     | 1. | 9 czerwca 2001 | French Open, Paryż | Ceglana      | Virginia Ruano Pascual | Paola Suárez Jaime Oncins | 7:5, 6:3     |